# AGATA
AGATA é uma organização sem fins lucrativos de direitos de performance criada em 1999 que lida com o licenciamento e direitos de editores e intérpretes de música na Lituânia. Em 2011, tornou-se o órgão designado pelo país para a cobrança de compensações a escritores, intérpretes, atores e produtores. A AGATA é um membro associado da International Federation of the Phonographic Industry (IFPI). Desde setembro de 2018, a AGATA publica semanalmente as 100 melhores paradas dos álbuns e singles mais populares na Lituânia. Os gráficos são baseados nas vendas e transmissões do Spotify, Deezer, Apple Music, iTunes, Google Play e Shazam.